# Robert Charles Wilson
Robert Charles Wilson (Whittier, Califórnia, 15 de dezembro de 1953) é um autor de ficção científica americano-canadense. Ganhou o prêmio Hugo de literatura pelo romance Spin, além de muitos outros prêmios.

## Obras

### Ficção
- A Hidden Place (1986)
  - Nomeado para Philip K. Dick Award para Melhor Romance, 1986[8]
- Memory Wire (1987)
- Gypsies ( (1988)
- The Divide (1990)
- A Bridge of Years (1991)
  - Nomeado para Philip K. Dick Award para Melhor Romance, 1991.[9]
- The Harvest (1992)
- Mysterium (1994)
  - Winner of the Philip K. Dick Award for Best novel, 1994.[10]
- Darwinia (novel)|Darwinia (1998)
  - Nomeado para o Hugo and Locus SF Awards para Melhor Romance, 1999.[11]
- Bios  (1999)
- The Chronoliths (2001)
  - Vencedor do Campbell Award, nomeado para o Hugo and Locus SF Awards para Melhor Romance, 2001.[12]
- Blind Lake (2003)
  - Nomeado para o Hugo Award para melhor romance, 2004.[13]
- Colecção Spin
  - Spin  (2005)
    - Vencedor do Hugo Award para Melhor Romance, Nomeado para os Campbell and Locus SF Awards, 2006.[14]
    - A 2006-10-12 venceu o Geffen Award para Melhor romance SF traduzido em Israel em 2006
    - Em 2007 venceu o Kurd-Laßwitz-Preis para Melhor Ficção Estrangeira do ano de 2006,
    - In 2009 venceu o Seiun Award para Melhor Ficção Estrangeira no Japão do ano de 2008

  - Axis  (2007)
    - Nomeado para o John W. Campbell Award, 2008.[15]

  - Vortex  (2011)
    - Sequência de Spin e Axis[16] published on July 5, 2011[17]
- Julian Comstock: A Story of 22nd-Century America (2009)
  - Nomeado para o Hugo Award para Melhor Romance, 2010.[18]
- Burning Paradise (2013) [19]
- The Affinities (2015)